# Маленькая жизнь
Маленькая жизнь (англ. A Little Life, 2015) — роман американской писательницы Ханьи Янагихары о жизни четырёх друзей в Нью-Йорке. Вошёл в короткий список Букеровской премии и финал Национальной книжной премии США.

## Сюжет
Книга повествует о жизни четырёх друзей — юриста Джуда, актёра Виллема, художника Джей-Би и архитектора Малькольма. Начинаясь как обычное жизнеописание четырёх друзей, сюжет постепенно фокусируется на жизни Джуда, на психологических травмах, которые он получил в детстве, и на его отношениях с Виллемом и с приобретённой семьёй.
Жестокие и страшные события жизни Джуда ломают его веру в людей. Несмотря на то, что он сумел найти настоящих друзей и даже обрести любящих родителей, Джуд не верит, что кто-то способен по-настоящему его полюбить. Жестокость партнёра и утрата друзей окончательно рвут душу Джуда — и ни родители, ни лечащий врач, человек решительный, грубоватый, но добрый и искренне любящий своего самого тяжёлого пациента, не в силах его спасти.

## Оценки
В США роман получил положительные отзывы от The New Yorker, The Wall Street Journal, The New York Times, Los Angeles Times и других изданий. Ханья Янагихара появилась в телепередаче «Late Night. Literary Salon».
В 2015 году книга вошла в короткий список Букеровской премии, вышел в финал Национальной книжной премии США. Также «Маленькая жизнь» была удостоена награды «Художественная книга года» по версии журнала Kirkus.

## В России
В России роман вышел 24 ноября 2016 года в издательстве Corpus тиражом 5000 экземпляров (переводчики Александра Борисенко, Анастасия Завозова и Виктор Сонькин). Он получил широкую огласку в Рунете: о нём писали интернет-журнал Горький, Meduza и другие издания, а издание Afisha.Daily назвало книгу самым важным романом года.
С 23 апреля 2024 года книга стала жертвой анти-ЛГБТ-кампании в ходе вторжения России в Украину, и её продажи были прекращены в связи с заключением «экспертного центра» при Российском книжном союзе о наличии в ней «пропаганды нетрадиционных сексуальных отношений».